# استان تته
تته یکی از استان‌های کشور موزامبیک است. این استان ۹۸،۴۱۷ کیلومتر مربع مساحت دارد. طبق آمار سال ۲۰۰۷ جمعیت این استان ۱،۸۷۳،۹۶۷ نفر است. مرکز این استان شهر تته است. سد کاهورا باسا در این استان قرار دارد.